# جهات الاتصال في جوجل
جهات الاتصال من جوجل هي أداة لإدارة جهات الاتصال من جوجل مدمجة مع برنامج البريد على الويب لدى الشركة جي ميل (Gmail).
رقم السري

## الخواص
- إنشاء، تحرير، حذف جهات الاتصال.
- إنشاء، تحرير، حذف مجموعات
- البحث عن جهه اتصال.
- مراسلة مجموعة أو جهات اتصال متعددة.
- استيراد أو تصدير جهات الاتصال.

### مزامنة الاجهزة
حالياً. يمكن مزامنة جهات الاتصال مع الأجهزة المحمولة وأنظمة التشغيل (مثل، أندرويد، iOS، بلاك بيري، بالم، وحاسوب كفي) أو مع برامج أجهزة الحاسوب (مثل، مايكروسوفت آوتلوك) عن طريق برامج من طرف ثالث، مزامنة جوجل (Google Sync). بالإضافة، أي جهاز يسطيع المزامنة من خلال مايكروسوفت آكتف سينك (MicroSoft's ActiveSync) يستطيع المزامنة مع جهات الاتصال من جوجل.

## وصلات خارجية
- الموقع الرسمي